# Ryan Nemeth
Ryan Phillip Nemeth (Cleveland, Ohio; 4 de noviembre de 1984) es un luchador profesional, escritor, actor y comediante estadounidense, que trabajó para la WWE, en su territorio de desarrollo NXT bajo el nombre Briley Pierce. Actualmente trabaja para la empresa de lucha libre Total Nonstop Action Wrestling.
En sus logros se destacan un reinado como Campeón en Parejas de la FCW, y dos como Campeón Sureño en Parejas de la OVW.

## Carrera

### Ohio Valley Wrestling (2010-2011)
Nemeth ganó la promoción de la competencia por primera vez Breakout y recibió un año pagado beca con Ohio Valley Wrestling. En 2010, Nemeth hizo su aparición como Ryan Nemeth. El 8 de enero de 2011, Nemeth y Silvio Christopher derraron a Ted McNaler y Revólver Adán para ganar el OVW Southern Tag Team Championship en Louisville, Kentucky
El 2 de febrero de 2011,  Nemeth fue atacado po Christopher Silvio y Constantino dejando vacante los títulos. En la misma noche, Nemeth y Paredyse derrotado Christopher Silvio y Constantino Raphael en una lucha en parejas eliminación del equipo para ganar el OVW Southern Tag Team Championship vacante. El 5 de marzo de 2011, Nemeth y Paredyse perdieron los OVW Southern Tag Team Championship contra Christopher Silvio y Constantino Rafael.

### World Wrestling Entertainment / WWE (2011-2013)
En 2011,  Nemeth firmó un contrato con la WWE, siendo mandado al territorio de desarrollo, la Florida Championship Wrestling. Hizo su primera aparición el 26 de junio de 2011 como Briley Pierce, frente a Big E. Langston, siendo derrotado. El 30 de octubre de 2011, Pierce fue derrotado por Brad Maddox. Ese combate hizo que el 3 de noviembre de 2011, Pierce & Maddox derrotaran a CJ Parker & Donny Marlow para ganar el Campeonato de Florida en Parejas. El 2 de febrero de 2012, Pierce y Maddox se vieron obligados a abandonar los títulos debido a Pierce sufrió una lesión en la pierna. En verano de 2012, la FCW pasó a llamarse NXT Wrestling, haciendo su debut en el primer episodio como entrevistador. Tras hacer su debut como luchador, fue despedido el 17 de mayo.

### Circuito Independiente (2013-presente)
Tras presentarse en varias franquicias independientes, Nemeth ganó el IronMan HeavymetalWeight Championship de Dramatic Dream Team tras engañar a Bunny, el gato de Laura James, quien le ganó el campeonato a su propia dueña por pinfall. Ese mismo día a la noche, Nemeth perdió el campeonato ante Taya Valkyrie

### All Elite Wrestling (2021)
Nemeth hizo su debut en All Elite Wrestling en el episodio del 27 de enero de 2021 de AEW Dynamite en un esfuerzo fallido contra Hangman Page.

## Vida personal
Ryan tiene un hermano mayor llamado Nick, quien es conocido por luchar en la WWE como Nicky o Dolph Ziggler.

## En lucha
- Movimientos finales
  - Ankle Lock[2]

## Campeonatos y logros
- Florida Championship Wrestling
  - Florida Tag Team Championship (1 vez)[1] - con Brad Maddox
- Total Nonstop Action Wrestling
  - TNA World Tag Team Championship (1 vez, actual) - con Nic Nemeth
- Ohio Valley Wrestling
  - OVW Southern Tag Team Championship[2] (2 veces) - con Christopher Silvio (1) y Paredyse (1)
- Dramatic Dream Team
  - DDT IronMan HeavyMetalWeight Championship (1 vez)